# Roman Schramseis
Roman Ferdinand Schramseis (* 29. März 1906 in Wien; † 10. Dezember 1988 ebenda) war ein österreichischer Fußballspieler. Der Verteidiger war Mitglied des legendären Wunderteams und Gewinner des Mitropapokals 1930 mit Rapid Wien.

## Karriere
Roman Schramseis begann seine Karriere als Fußballspieler in Favoriten beim ASV Hertha Wien im Jahre 1922. Mit den Blau-Weißen erlebte er 1924 den knappen Abstieg und 1925 den sofortigen Wiederaufstieg in die erste Liga mit. Im selben Jahre wechselte der Verteidiger zum damaligen Meister Rapid Wien nach Hütteldorf. Mit den Grün-Weißen spielte er nun regelmäßig um den österreichischen Meistertitel mit. 1927 stand der dritte Platz zu buche, doch im Cup konnte die FK Austria Wien im Finale 3:0 bezwungen werden. Damit war Schramseis mit seiner Mannschaft prompt an der Teilnahme am Mitropacup, dem Vorläufer des heutigen Europapokals, berechtigt. Die Hütteldorfer kamen mit ihrem Starverteidiger bei der Erstaustragung des Bewerbes bis ins Finale; unterlagen nur Sparta Prag. Auch in der Meisterschaft reichte es „nur“ zu Platz zwei.
1928 kam Rapid erneut ins Finale des Mitropapokals und verlor auch erneut. Dieses Mal erwies sich für Schramseis und seine Mitspieler der Ferencvárosi Torna Club als zu schwere Aufgabe. In der Meisterschaft konnte der Verteidiger allerdings erstmals triumphieren. Dieser Titelgewinn konnte 1929 wiederholt werden; im Mitropacup kam das Aus jedoch dieses Mal bereits im Halbfinale gegen den späteren Sieger Újpest Budapest. 1930 war es nun soweit. Roman Schramseis stand zum dritten Mal mit Rapid im Mitropacupfinale, doch dieses Mal konnte die Mannschaft triumphieren. Der Verteidiger spielte mit Rapid gegen Sparta Prag – ein Gegner an den man noch schmerzliche Erinnerungen aus dem Mitropacupfinale 1927 hatte. Der 2:0-Auswärtssieg war Grundstein für den Triumph, das Match in Wien endete 2:3.
Roman Schramseis war mittlerweile auch zu einer festen Größe im österreichischen Nationalteam geworden. Der Rapidler gab sein Debüt für Österreich 1928 im Klassiker gegen Ungarn. Während der Ära des „unbezwingbaren“ Wunderteams wurde er zu einem unverzichtbaren Teil der Abwehr, spielte unter anderem beim 5:0 gegen Schottland, 6:0 gegen Deutschland und dem 8:2 über Ungarn. Mit seinem Wechsel nach Frankreich 1933 zum FC Rouen in die Normandie endete Schramseis Engagement im Nationalteam nach insgesamt 18 Einsätzen (13 Siege, 2 Niederlagen). Bereits 1934 kehrte Roman Schramseis nach Wien zurück und absolvierte noch ein Meisterschaftsspiel beim SC Wacker Wien in Meidling, ehe er sich reamateurisieren ließ und für Gewerkschaftsbund Mariahilf sowie den Firmenverein SK Semperit auflief.
Im Jahre 1937 wechselte er zu Grün-Weiß Salzburg und betätigte sich dort auch als Fußballtrainer.
1942 war er Übungsleiter eines Reichsbahnausbesserungswerks.

## Familie
Seine Eltern waren das Obsthändlerehepaar Ferdinand Johann Schramseis und die aus Großschützen gebürtige Anna geb. Sibalik.
Am 23. Mai 1926 heiratete Schramseis, beruflich als Automechaniker tätig, in der Wiener Antonskirche die Anna Witschel.
Sein Sohn, Roman Schramseis jun. (* 16. Mai 1928 in Wien) war ebenfalls Fußballprofi, verblasste aber im Schatten seinen berühmten Vaters. Schramseis jun. begann seine Karriere beim Wiener Sport-Club und spielte nach dem Krieg (1946/47) in Villach. 1947 wechselte er in die zweite italienische Liga zu Udinese Udine, wo er im ersten Jahr in 16 Einsätzen fünf Tore erzielte. In der zweiten Saison 1948/49 spielte er 30 Mal für Udine und erzielte dabei vier Tore. Die Spieljahre 1949/50 und 1950/51 verbrachte er bei Treviso in der dritten Liga. Im Sommer 1951 kehrte Schramseis jun. nach Österreich zurück und spielte für FK Austria Wien. Bei den Veilchen kam er aber nur auf drei Einsätze im Herbst in den Partien gegen Wacker (3:3), FC Wien (0:0) und Admira (3:4). 1957 wechselte er zum FC Wacker Innsbruck in die Tiroler Landesliga und feierte mit dem Verein den Aufstieg in die Arlbergliga (1958) und die Qualifikation zur zweitklassigen Regionalliga West (1960). 1962 verpasste Roman Schramseis jun. mit den Innsbruckern aufgrund der schlechteren Tordifferenz gegenüber dem SAK 1914 den Aufstieg in die Staatsliga A. Danach dürfte er seine Karriere beendet haben.

## Stationen
- ASV Hertha Wien (1922–1925)
- Rapid Wien (1925–1932)
- FC Rouen (1933–1934)
- SC Wacker Wien (1934–1935)

## Sportliche Erfolge
- 1 × Mitropacupsieger: 1930
- 2 × Mitropacupfinalist: 1927, 1928

- 2 × Österreichischer Meister: 1929, 1930
- 1 × Österreichischer Cupsieger: 1927
- 1 × Österreichischer Vizemeister: 1928
- 1 × Österreichischer Pokalfinalist: 1929

- 19 Länderspiele für die österreichische Fußballnationalmannschaft von 1928 bis 1932